# 百奇与百力滋日
百奇与百力滋日（日语： Pokkī Ando Purittsu No Hi）是江崎固力果在平成11年11月11日（公元1999年11月11日）创建，並在每年11月11日举行的纪念日。百奇与百力滋的形状类似数字1，故纪念日选在含多个1的日子举行。百奇与百力滋日是日本纪念日协会认定的纪念日。

## 吉尼斯记录纪录
名为『TRY WORLD RECORD on Twitter』、以百奇为话题的推特世界纪录计划在2012年11月11日举行。当天推文转发达1843733条，成为世界纪录中「24小时最被发推最多的品牌」（Most mentions of a brand name in Twitter in 24 hours）。16日，江崎固力果东京芝浦事务所授予該品牌认定证。2013年同日，纪录被刷新。